# Afrikanska sångare
Afrikanska sångare (Macrosphenidae) är en nyligen beskriven familj med tättingar som tidigare fördes till den stora familjen sångare, förutom damarasångare som tidigare fördes till familjen Timaliidae. Familjen afrikanska sångare består av mestadels artfattiga släkten med evolutionärt tidiga "udda sångare" som alla har sitt utbredningsområde i Afrika söder om Sahara.

## Släkten i familjen
Familjen omfattar sex släkten, varav fyra är monotypiska:
- Släktet Macrosphenus – fem arter långnäbbar
- Släktet Achaetops – damarasångare
- Släktet Sphenoeacus – stråsångare
- Släktet Melocichla – mustaschsångare
- Släktet Cryptillas – fynbossångare, fördes tidigare till släkte Bradypterus som numera kategoriseras som en del av familjen gräsfåglar.
- Släktet Sylvietta – nio arter krombekar